# Let Me Live
Let Me Live è un singolo del gruppo musicale britannico Queen, pubblicato il 17 giugno 1996 come quarto estratto dal quindicesimo album in studio Made in Heaven.

## Descrizione
Il brano venne originariamente inciso nel 1983 in una versione differente intitolata Piece of My Heart, in cui Freddie Mercury cantò la canzone in duetto con Rod Stewart (questa demo ad oggi è ancora inedita), durante le sessioni di registrazione per l'album The Works, ma alla fine la traccia non venne inserita nella tracklist finale del disco in quanto non fu ritenuta abbastanza convincente quanto le altre 9 che comparirono nell'album.
In realtà l'inizio gospel della versione originaria in parte assomigliava per l'appunto a Piece of My Heart di Janis Joplin e all'ultimo momento, per problemi di copyright, questa parte venne rimossa e il titolo fu variato. Fu solo in seguito, tra il 1993 e il 1995, che Brian May, Roger Taylor e John Deacon rielaborarono la canzone e così il brano vide la luce nel tardo 1995 e venne inserito in Made in Heaven. In questa nuova versione, le parti vocali inizialmente ricoperte da Rod Stewart vennero sostituite con quelle incise nuovamente da Brian e Roger.

## Caratteristiche
È la prima canzone dove 3 componenti diversi della band cantano da solisti un pezzo del brano: la prima strofa e i ritornelli sono cantati da Freddie Mercury, la seconda strofa da Roger Taylor e la terza da Brian May.

## Tracce
7", MC
- Lato A

1. Let Me Live (Album Version) – 4:48 (Queen)

- Lato B

1. Fat Bottomed Girls (Album Version) – 4:18 (Brian May)

CD singolo
1. Let Me Live (Album Version) – 4:48 (Queen)
2. Fat Bottomed Girls (Album Version) – 4:18 (Brian May)
3. Bicycle Race (Album Version) – 3:03 (Freddie Mercury)

CD maxi-singolo – parte 1
1. Let Me Live (Album Version) – 4:48 (Queen)
2. Fat Bottomed Girls (Album Version) – 4:18 (Brian May)
3. Bicycle Race (Album Version) – 3:03 (Freddie Mercury)
4. Don't Stop Me Now (Album Version) – 3:30 (Freddie Mercury)

CD maxi-singolo – parte 2
1. Let Me Live (Album Version) – 4:48 (Queen)
2. My Fairy King (BBC Session, February 5th 1973) – 4:07 (Freddie Mercury)
3. Doing All Right (BBC Session, February 5th 1973) – 4:12 (Brian May, Tim Staffell)
4. Liar (BBC Session, February 5th 1973) – 6:28 (Freddie Mercury)

## Curiosità
- Nella canzone sono suonati almeno una volta tutti i 12 semitoni.
- È stata fatta una cover in albanese del gruppo macedone "Elita 5" chiamata "Sot ketu neser atje" (Oggi qui domani di là).
- La canzone è stata usata come colonna sonora per un famoso spot della Barilla (2001).
- Il titolo della canzone è riportato sul retro della giacca del costume speciale di Claire Redfield in Resident Evil 2 (su quella del costume normale è scritto Made in Heaven, altra canzone tratta dall'album omonimo)